# Ellerlinge
Die Ellerlinge (Cuphophyllus, syn. Camarophyllus ss. auct. non ss. str. und Hygrocybe subgen. Cuphophyllus) sind eine Pilzgattung aus der Familie der  Wachsblättler (Schnecklingsverwandte).
Die Typusart ist der Orangefarbene Wiesen-Ellerling (Cuphophyllus pratensis).

## Merkmale

### Makroskopische Merkmale
Die Ellerlinge bilden relativ kleine bis mittelgroße, überwiegend unscheinbar gefärbte, in Hut und Stiel gegliederte Fruchtkörper. Die konvexen Hüte biegen sich an den Rändern mit zunehmendem Alter nach oben. Im Gegensatz zu den meist stark schleimigen Schnecklingen besitzen sie trockene Hut- und Stieloberflächen. Lediglich die Hüte des Glasigweißen Ellerlings und weiterer, seltener oder atypischer Arten, sind bei feuchter Witterung leicht klebrig. Die glatten Oberflächen fühlen sich oft fettig an und wechseln bei Durchfeuchtung ihre Farbe (Hygrophanität). Die wie das Fleisch glas- bis wachsartigen Lamellen stehen fast entfernt oder entfernt. Sie sind am Stiel breit angewachsen oder herablaufend und häufig durch Queradern (Anastomosen) miteinander verbunden. Ein Velum ist nicht vorhanden. Das Sporenpulver ist weiß, die Farbreaktion mit Iod ist negativ.

### Mikroskopische Merkmale
Mit Hilfe des Mikroskops kann die Gattung anhand der Lamellentrama identifiziert werden: Sie ist irregulär aufgebaut. Schnecklinge haben dagegen eine bilaterale, Saftlinge eine reguläre Lamellentrama.

## Ökologie
Die Ellerlinge bewohnen in Mitteleuropa wie die Saftlinge (Hygrocybe) meist Grasland, vor allem nährstoffarme Wiesen, Weiden und Trockenrasen. Sie sind Saprobionten, eventuell auch Symbionten mit Pflanzen. Die meisten Arten haben sich auf magere, häufig auch recht trockene Standorte spezialisiert und reagieren empfindlich auf intensive Beweidung und (insbesondere mineralische) Düngung.

## Gefährdung und Nutzung als Indikator für schutzwürdige Habitate
Die Ellerlinge sind im Allgemeinen Bewohner nährstoffarmer Graslandschaften, durch Umwandlung von Trockenrasen und nährstoffarmen Weiden in ertragreiches Grünland sowie den Eintrag von Nährstoffen aus der Luft oder von angrenzenden Agrarflächen sind viele Arten in Mitteleuropa in ihrem Bestand gefährdet. 
Ellerlinge werden zusammen mit anderen wiesenbewohnenden Pilzgattungen für die Bewertung des Schutzstatus von Offenlandhabitaten eingesetzt. Hierfür wird der Artenreichtum der sogenannten CHEGD-Pilze (Vertreter der Clavariaceae mit den Gattungen der Keulchen – Clavaria, Wiesenkeulen – Clavulinopsis und Wiesenkorallen – Ramariopsis, Vertreter der Saftlinge im weitesten Sinn, Gattung Hygrocybe inklusive der Ellerlinge, der Rötlinge – Entoloma, der Erdzungen im weitesten Sinn, Gattungen Geoglossum, Trichoglossum, Microglossum etc. sowie der Wiesenritterlinge im weiten Sinn – Gattungen Dermoloma, Hodophilus, Porpoloma im alten, weiten Sinn) erhoben und für die Einstufung verwendet. Ein vereinfachtes System wendet hierfür nur den Artenreichtum von Saftlingen im weitesten Sinn an. Flächen mit insgesamt 17–32 Saftlingsarten im weitesten Sinn bzw.  während einer einzigen Kontrolle mit 11–20 Arten sind naturschutzpolitisch von nationaler Bedeutung, von regionaler Bedeutung sind Flächen mit 9–16 (während einer Begehung 6–10) Arten, von lokaler Bedeutung solche mit 4–8 (3–5) Arten, während Flächen mit nur noch 1–3 Arten eher unbedeutend sind.

## Arten
Die Gattung umfasst in Europa rund 20 Arten:

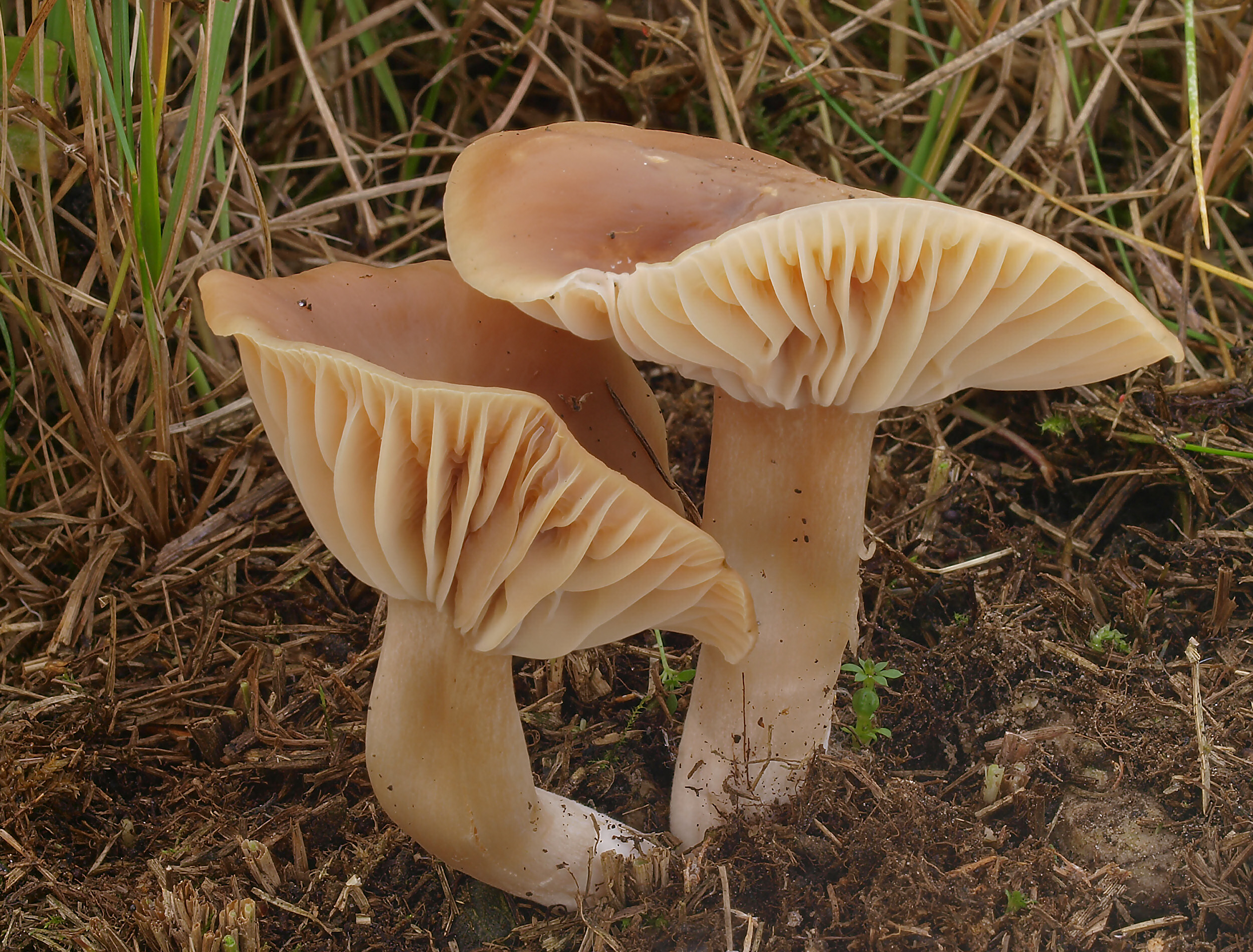
Dattelbrauner Ellerling Cuphophyllus colemannianus
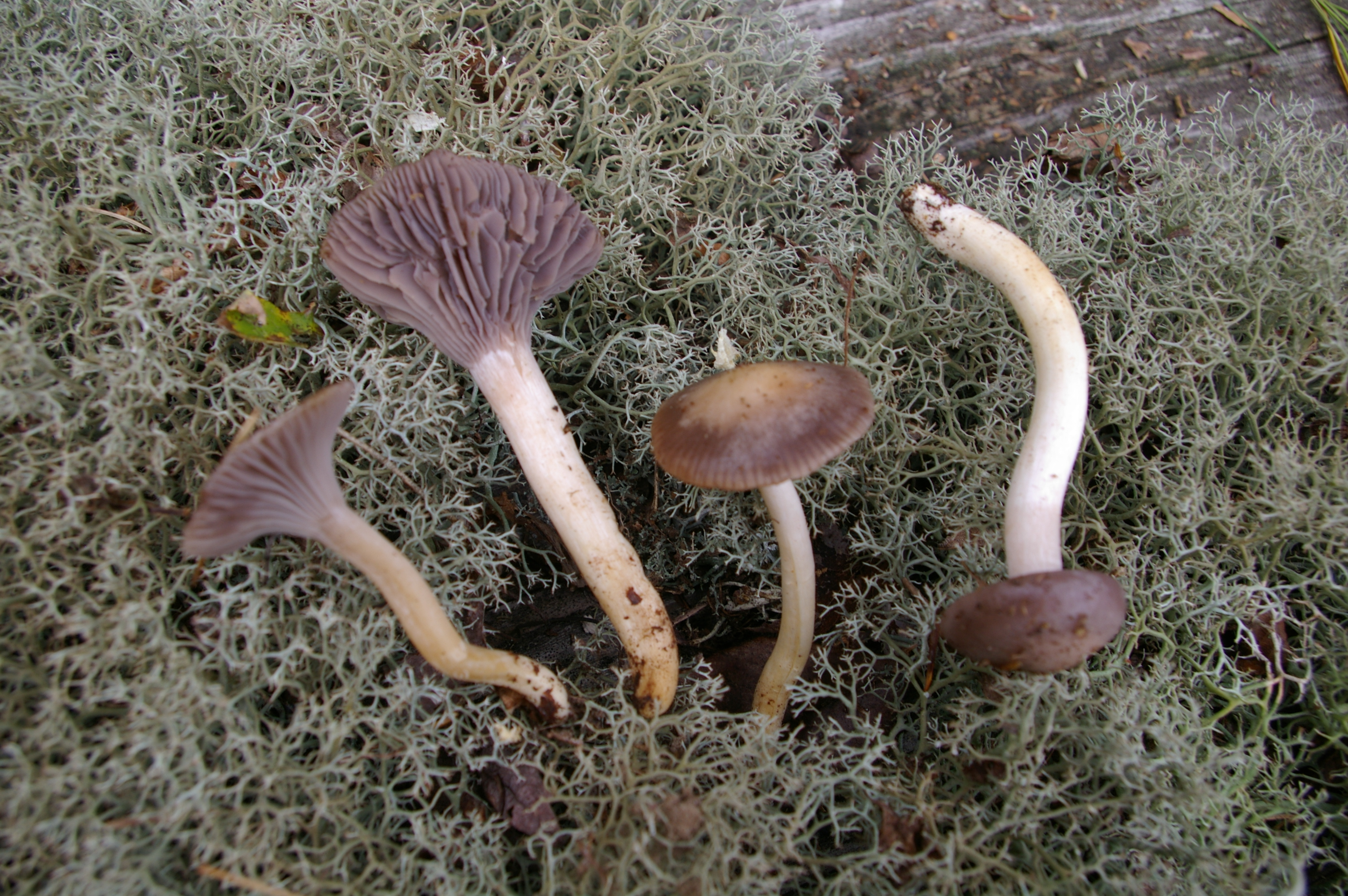
Violettgrauer Ellerling Cuphophyllus lacmus
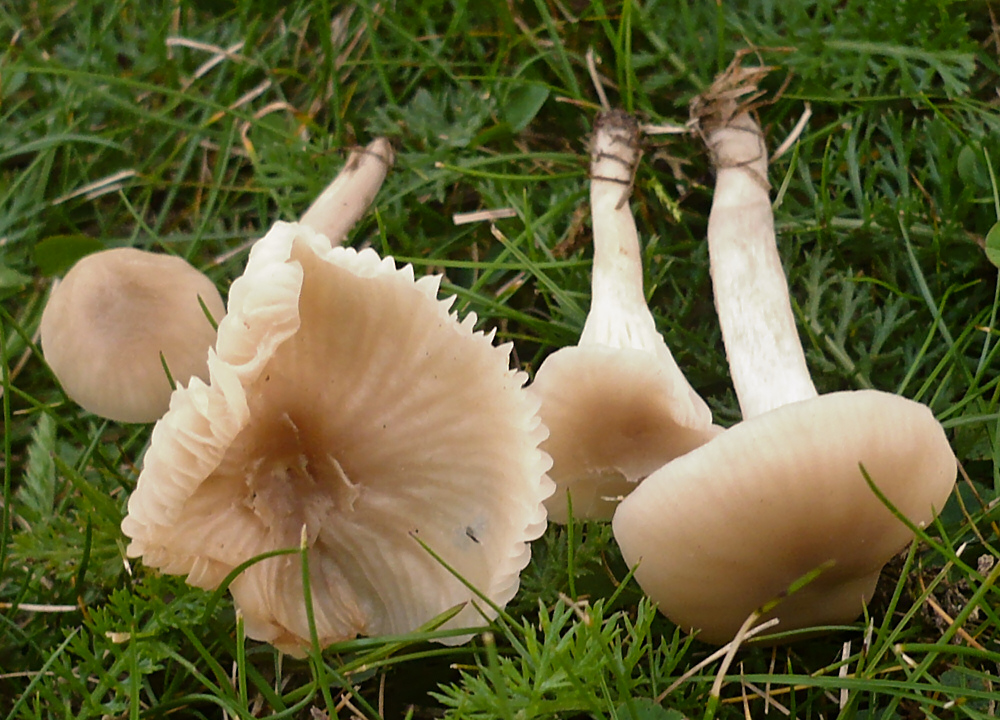
Ockerblasser Jungfern-Ellerling Cuphophyllus ochraceopallida
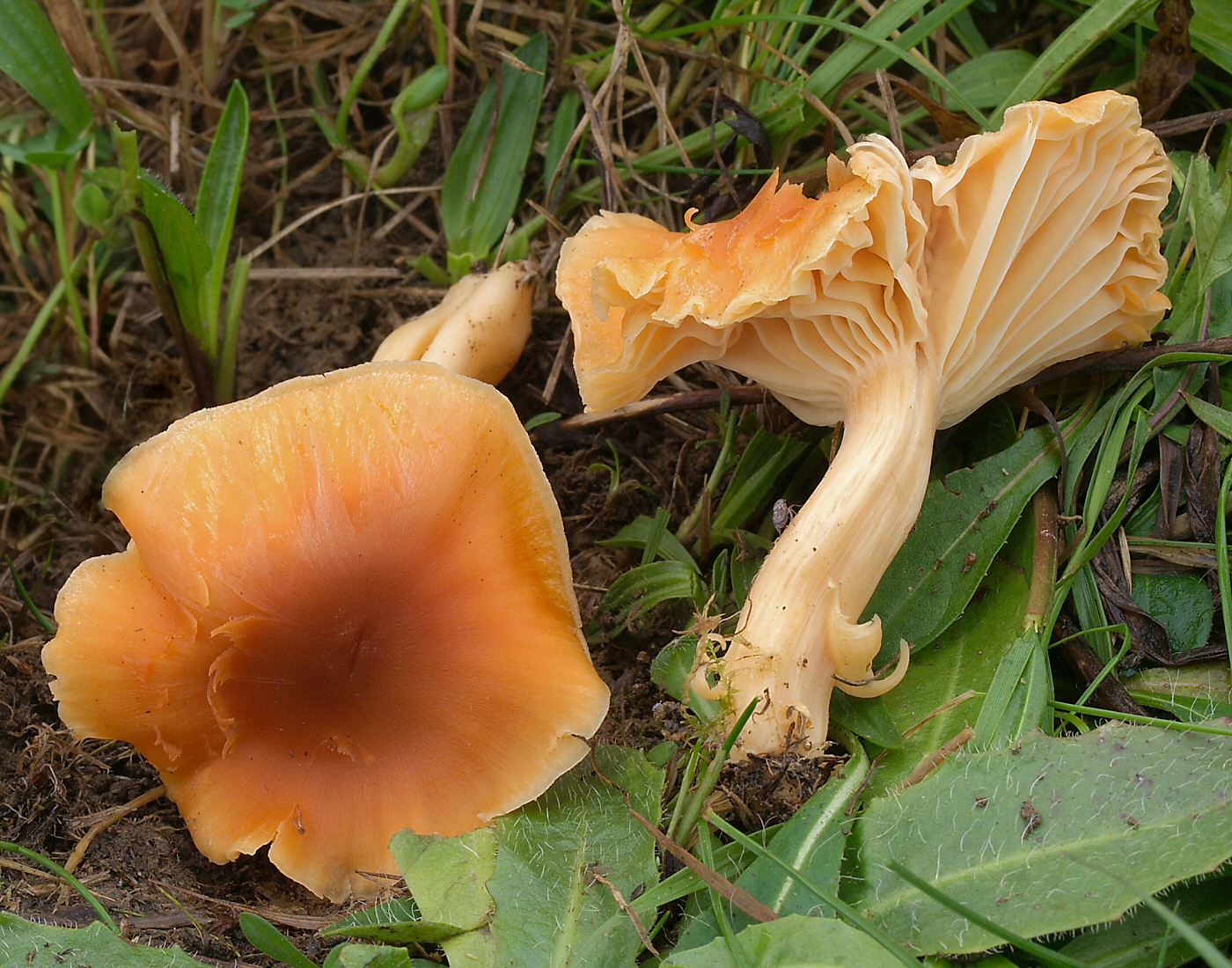
Orangefarbener Wiesenellerling Cuphophyllus pratensis
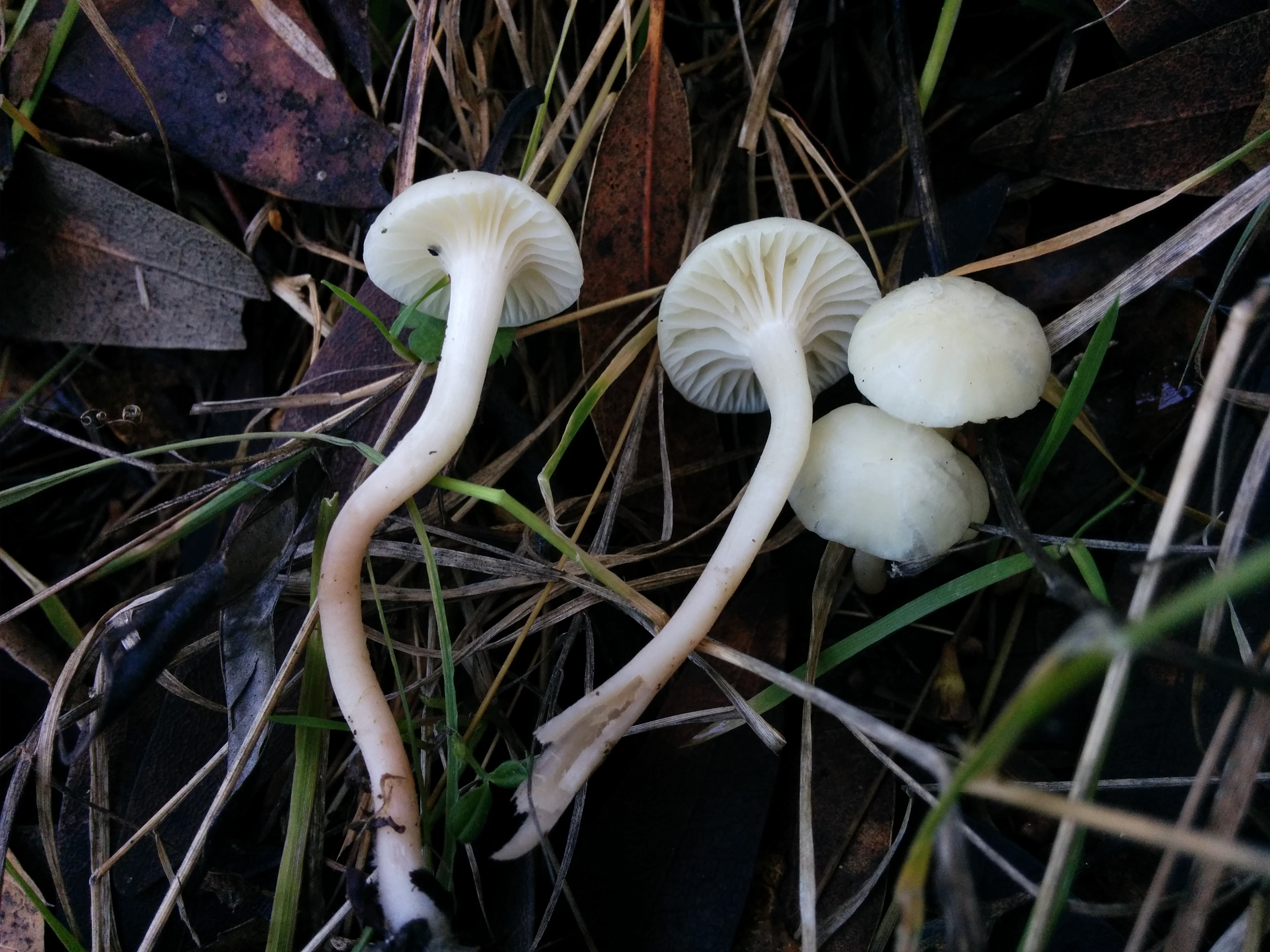
Juchten-Ellerling Cuphophyllus russocoriaceus
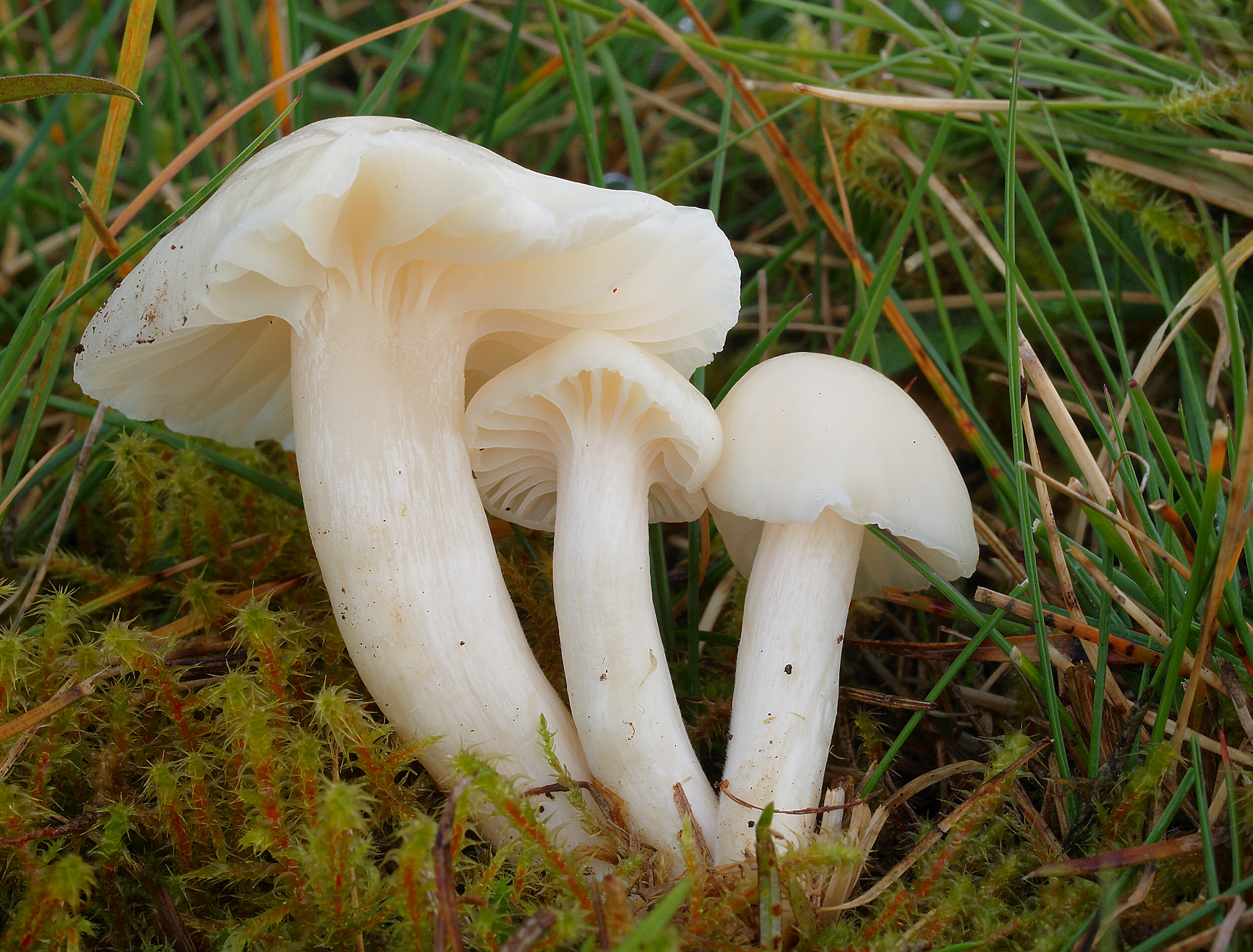
Jungfern-Ellerling Cuphophyllus virgineus

| Ellerlinge (Cuphophyllus) in Europa |                                       |                                              |
| \| Deutscher Name \| Wissenschaftlicher Name \| Autorenzitat \| \| ------------------------------------- \| ------------------------------------- \| -------------------------------------------- \| \| Engblättriger Ellerling \| Cuphophyllus angustifolius \| (Murrill 1916) Bon 1985 \| \| Graufilziger Ellerling \| Cuphophyllus canescens \| (A.H. Smith & Hesler 1942) Bon 1990 \| \| Hygrophaner Ellerling \| Cuphophyllus cereopallidus \| (Clémençon 1979) Bon 1985 \| \| Dunkelgrauer Ellerling \| Cuphophyllus cinerellus \| (Kühner 1977) Bon 1985 \| \| Dattelbrauner Ellerling \| Cuphophyllus colemannianus \| (A. Bloxam 1854) Bon 1985 \| \| \| Cuphophyllus comosus \| (Bas & Arnolds 2007) comb. prov. \| \| Gelbfüßiger Ellerling \| Cuphophyllus flavipes \| (Britzelmayr 1891) Bon 1985 \| \| Bräunlicher Ellerling \| Cuphophyllus fuscescens \| (Bresadola 1928) Bon 1985 \| \| \| Cuphophyllus hygrocyboides \| (Kühner 1977) Bon 1985 \| \| Violettgrauer Ellerling \| Cuphophyllus lacmus \| (Schumacher 1803) Bon 1985 \| \| \| Cuphophyllus monteverdae \| (Bañares & Arnolds 2002) comb. prov. \| \| Ockerblasser Jungfern-Ellerling \| Cuphophyllus ochraceopallidus \| (P.D. Orton 1980) Bon 1985 \| \| Orangefarbener Wiesen-Ellerling \| Cuphophyllus pratensis \| (Schaeffer 1774 : Fries 1821) Bon 1985 \| \| \| Cuphophyllus pratensis var. donadinii \| Bon 1989 \| \| Weißer Wiesen-Ellerling \| Cuphophyllus pratensis var. pallidus \| (Cooke 1874) Bon 1989 \| \| Radialgestreifter Ellerling \| Cuphophyllus radiatus \| (Arnolds 1989) Bon 1990 \| \| \| Cuphophyllus rigelliae \| (Velenovský 1920) Bon 1989 \| \| Errötender Ellerling \| Cuphophyllus roseascens \| (E. Ludwig & J.G. Svensson 2004) comb. prov. \| \| Juchten-Ellerling \| Cuphophyllus russocoriaceus \| (Berkeley & T.K. Miller 1848) Bon 1985 \| \| Jungfern- oder Glasigweißer Ellerling \| Cuphophyllus virgineus \| (Wulfen 1781 : Fries 1821) Kovalenko 1989 \| |                                       |                                              |
| Deutscher Name | Wissenschaftlicher Name               | Autorenzitat                                 |
| Engblättriger Ellerling | Cuphophyllus angustifolius            | (Murrill 1916) Bon 1985                      |
| Graufilziger Ellerling | Cuphophyllus canescens                | (A.H. Smith & Hesler 1942) Bon 1990          |
| Hygrophaner Ellerling | Cuphophyllus cereopallidus            | (Clémençon 1979) Bon 1985                    |
| Dunkelgrauer Ellerling | Cuphophyllus cinerellus               | (Kühner 1977) Bon 1985                       |
| Dattelbrauner Ellerling | Cuphophyllus colemannianus            | (A. Bloxam 1854) Bon 1985                    |
| | Cuphophyllus comosus                  | (Bas & Arnolds 2007) comb. prov.             |
| Gelbfüßiger Ellerling | Cuphophyllus flavipes                 | (Britzelmayr 1891) Bon 1985                  |
| Bräunlicher Ellerling | Cuphophyllus fuscescens               | (Bresadola 1928) Bon 1985                    |
| | Cuphophyllus hygrocyboides            | (Kühner 1977) Bon 1985                       |
| Violettgrauer Ellerling | Cuphophyllus lacmus                   | (Schumacher 1803) Bon 1985                   |
| | Cuphophyllus monteverdae              | (Bañares & Arnolds 2002) comb. prov.         |
| Ockerblasser Jungfern-Ellerling | Cuphophyllus ochraceopallidus         | (P.D. Orton 1980) Bon 1985                   |
| Orangefarbener Wiesen-Ellerling | Cuphophyllus pratensis                | (Schaeffer 1774 : Fries 1821) Bon 1985       |
| | Cuphophyllus pratensis var. donadinii | Bon 1989                                     |
| Weißer Wiesen-Ellerling | Cuphophyllus pratensis var. pallidus  | (Cooke 1874) Bon 1989                        |
| Radialgestreifter Ellerling | Cuphophyllus radiatus                 | (Arnolds 1989) Bon 1990                      |
| | Cuphophyllus rigelliae                | (Velenovský 1920) Bon 1989                   |
| Errötender Ellerling | Cuphophyllus roseascens               | (E. Ludwig & J.G. Svensson 2004) comb. prov. |
| Juchten-Ellerling | Cuphophyllus russocoriaceus           | (Berkeley & T.K. Miller 1848) Bon 1985       |
| Jungfern- oder Glasigweißer Ellerling | Cuphophyllus virgineus                | (Wulfen 1781 : Fries 1821) Kovalenko 1989    |

- Dattelbrauner Ellerling
Cuphophyllus colemannianus
- Violettgrauer Ellerling
Cuphophyllus lacmus
- Ockerblasser Jungfern-Ellerling
Cuphophyllus ochraceopallida
- Orangefarbener Wiesenellerling
Cuphophyllus pratensis
- Juchten-Ellerling
Cuphophyllus russocoriaceus
- Jungfern-Ellerling
Cuphophyllus virgineus

## Systematik und Nomenklatur
Ellerlinge stehen innerhalb der Familie der Wachsblättler (Hygrophoraceae) weit entfernt von den Saftlingen im engen Sinn und den Schnecklingen (Hygrophorus). Die zwischenzeitlich vorgenommene Eingliederung der Ellerlinge in die Gattung der Saftlinge hat sich molekular nicht bestätigt. Der provisorisch als "cuphopylloid grade" bezeichnete Klade im Stammbaum der Wachsblättler verdient den Status einer eigenen Unterfamilie. Da aber die Auflösung der aktuellen Stammbäume vor allem im Vergleich mit weiteren Gattungen der Wachsblättler wie zum Beispiel der Keulenfußtrichterlinge (Ampulloclitocybe) oder Cantharocybe noch nicht gesichert genug ist, wurde keine eigene Unterfamilie beschrieben. Die Ähnlichkeit der Fruchtkörper mit denen der Saftlinge ist nur oberflächlicher Natur. So unterscheiden sie sich beispielsweise anatomisch im Bereich der Lamellentrama deutlich.
Der früher verwendete Gattungsname Camarophyllus war eine Fehldeutung, da die Typusart der Gattung Camarophyllus, Agaricus camarophyllus, der Gattung der Schnecklinge als Hygrophorus camarophyllus angehört.

## Bedeutung
Die Ellerlinge sind aus naturschutzfachlicher Sicht als Indikatoren für nährstoffarme und weitgehend ungestörte Wiesen- und Trockenrasengesellschaften wertvoll. Auch wenn einige Arten essbar wären, sind alle Ellerlinge in Deutschland nach der Bundesartenschutzverordnung geschützt und dürfen nicht gesammelt werden.